# Jean Donnat (ingénieur)
Jean Donnat est un ingénieur militaire employé par le duc de Montmorency, gouverneur du Languedoc, pour assurer la fortification du Languedoc, puis ingénieur pour le roi Henri IV en Languedoc. 
Après 1597, il est aussi nommé Donnat Piton, Donnat Pitou, ou Donnat Pitron. On ne connaît ni son lieu de naissance, ni sa date de mort, probablement avant 1617. Certains écrits font penser qu'il pourrait être d'origine italienne.

## Biographie
En 1563, Henri, duc de Damville, est gouverneur du Languedoc. En 1572, le début des guerres de religion va amener une grande instabilité politique dans le Languedoc. C'est une suite de sièges et contre-sièges qui vont progressivement amener le gouverneur, devenu duc de Montmorency en 1579, à affermir son pouvoir dans la province. Pour l'aider dans les sièges, il va employer des ingénieurs militaires. On note un Pierre Ducros, en 1586, à Réalmont. C'est en 1588 qu'on voit apparaître Jean Donnat dans les registres des vivres et munitions comme « maistre ingenieur » dans l'armée du duc qui assiège Thézan-lès-Béziers.
En 1590, le duc de Montmorency le nomme « ingenieur commandant aux fortifications du pays de Languedoc ». Il est probable que dans les années qui suivirent il a travaillé sur le fort de Leucate.
Pour le fort de Brescou qui est situé au large du cap d'Agde, il n'est pas certain qui l'est construit en 1585. Il a dû le réparer entre 1590 et 1595 car, en février 1595, on dans les comptes rendus des États à Béziers : « Le sieur Donnat [supplia] l'assemblée de faire payer la somme à luy imposée en l'année dernière, pour lesquelles il a esté assigné sur Nimes, Uzès et Nymois, et luy imposer la somme de 8 000 écus deue de reste de son contrat comme aux susdits, luy faire payer les reparations qu'il a fait davantage au fort de Brescou par commandement de monseigneur le connétable. Sur quoy il a esté conclud que les depputés à voir le mol et port de Brescou verront aussy la despense dudit sieur Donnat pour en donner advis aux Estats ». Les États y ont fait ajouté un petit port au nord de l'île. On connaît le fort de Brescou par un dessin fait par Jean de Beins, en 1606. Le fort a été détruit en 1632 sur ordre de Richelieu, qui avait essayé, sans succès, en 1633, de relier le fort à la côte par une digue pour former un grand port. Le fort a été reconstruit en 1680.
Nommé connétable de France par Henri IV, en 1593, le duc de Montmorency a visité sur ordre du roi les côtes du Languedoc en 1596 pour choisir l'implantation d'un nouveau port et choisit le Cap de Cette, Sète. Deux jetées sont lancées par Jean Donnat (appelé aussi Jean Donnat Piton) à partir de la côte sud-ouest de l'île, à l'opposé du port actuel. Les travaux sont ordonnés par le prévôt général du Languedoc, Pierre d'Augier. Mais les dépenses ont atteint 100 000 écus et les fonds viennent à manquer en 1602. Les États considérant que c'était une œuvre royale refusèrent de financer la construction du port. L'entreprise de construction du port est abandonnée en 1605. Elle n'a été reprise que 60 ans plus tard par Colbert.
En 1607, un rapport du duc de Montmorency au roi notait le mauvais état des fortifications de la province car les États refusent de participer aux coûts des travaux. Le roi lui fait connaître sa position le 28 mai : « ...j'ay commandé à mon cousin le duc de Sully de pourveoir à ce qui est de l'artillerie et munitions nécessaires à ce qui est des reparations et fortifications. Le bien et le repos de mondit pays de Languedoc y estant intéressé, j'entends que ce soit aussy le pays qui en face la depence ». Il ne semble pas que l'ordre du roi ait été suivi d'effet. Jean Donnat n'a plus eu à travailler sur les fortifications.
Il reste des traces de travaux de moindre envergure. En 1608, le syndic des Pénitents blancs de Béziers est condamné à payer à Donnat Pitron, ingénieur pour le roi en Languedoc, les sommes dues pour les constructions et réparations de la chapelle de la confrérie.
En 1617, le parlement de Toulouse a émis un arrêt enregistrant un accord entre Henri de Montmorency  et Jean-Dominique Pitron, ingénieur pour le roi en Languedoc..